# 埃里克·布里法尔
埃里克·布里法尔（法語：Éric Briffard，法語發音：[eʁik bʁifaʁ]；1961年11月30日—）出生於法國，自2016年起，是巴黎藍帶廚藝學校的行政總廚和烹飪總監，2018年起擔任藍帶學校的校長。

## 生平
從1976年起，埃里克·布里法尔就在Relais Saint Fiacre餐廳從學徒做起，28歲時，他被任命為東京皇家花園酒店餐廳Palazzo的主廚，之後被他的導師傳奇法式料理主廚喬爾·侯布雄任命為Jamin餐廳主廚。
1994年獲得法國總統弗朗索瓦·密特朗頒發的法國最佳工匠獎
2000年在Les Elysées du Vernet餐廳工作，獲得米其林指南二星評鑑。
2008年，埃里克·布里法尔加入喬治五世酒店（法語：Hôtel George-V）Le Cinq餐廳（米其林二星評鑑），直到2014年他離開這家餐廳，後繼的主廚則是克里斯蒂安·勒斯凱（法語：Christian Le Squer）。
2016年加入巴黎藍帶廚藝學校，擔任行政總廚和烹飪藝術總監，2018年以擔任學校校長迄今。